# Pierre Paquette (journaliste)
Pour l’article homonyme, voir Paquette.
Ne pas confondre avec Pierre Paquette, député bloquiste
Pierre Paquette, né en 1930 et mort le 20 septembre 2014 à Sainte-Geneviève-de-Berthier, est un journaliste et animateur de radio et de télévision québécois.
Principalement actif à Radio-Canada, il y fait ses débuts en 1955 à l'émission radiophonique Coquelicot. À la télévision, il s'est fait connaître du grand public à partir de 1957 au Club des autographes, une émission consacrée aux interprètes de la chanson québécoise.
En 1968, il s'illustre à la barre d’Au bout de mon âge une émission d'interview avec des personnalités sur des questions intellectuelles,. Il anime ensuite l'émission Le Temps de vivre de 1976 à 1992.